# Izba Reprezentantów Alaski
Izba Reprezentantów Alaski (Alaska House of Representatives) - izba niższa parlamentu stanowego Alaski, składająca się z czterdziestu członków wybieranych w jednomandatowych okręgach wyborczych na dwuletnie kadencje, z nieograniczoną możliwością reelekcji. W wyborach stosuje się ordynację większościową. Posiedzenia Izby odbywają się na Kapitolu Alaski w Juneau. Jest najmniej liczną spośród wszystkich stanowych izb niższych w całych Stanach Zjednoczonych.
W obecnej kadencji (2019-20) 23 miejsca w Izbie obsadzili politycy republikańscy, a 14 mandatów kontroluje Partia Demokratyczna.

## Kierownictwo
stan na 30 grudnia 2020
- Spiker: Bryce Edgmon (Niezależny)
- Lider większości: Steve Thompson (R)
- Lider mniejszości: Lance Pruitt (R)